# Cimó de Cleones
Cimó de Cleones (en grec antic: Κίμων, llatí: Cimon) va ser un pintor grec de finals del segle vi aC esmentat per Plini el Vell i Claudi Elià.
Va inventar les catasgrapha, o múltiples posicions de les figures segons d'on es miren, i fou el primer pintor de perspectives. Va trobar noves maneres de representar el rostre humà, les articulacions dels membres i els plecs de la roba. Encara que es pensà que podia ser contemporani de Dionís de Colofó, sembla que en realitat és més antic.